# Euryeidon sonthichaiae
Euryeidon sonthichaiae är en spindelart som beskrevs av Pakawin Dankittipakul och Rudy Jocqué 2004. Euryeidon sonthichaiae ingår i släktet Euryeidon och familjen Zodariidae.
Artens utbredningsområde är Thailand. Inga underarter finns listade i Catalogue of Life.